# Stokkvikdalen
Stokkvikdalen i Moskenes kommune i Nordland, Norge, ligger på vestsiden af Moskenesøya på den modsatte side af øen i forhold til Å og Sørvågen. Dalen er smal, cirka 2 km lang og omgivet af høje fjelde. I dalen ligger søen Stokkvikvatnet (46 moh.).
I skriftlige kilder fra 1634 nævnes det, at der boede mennesker i Storvika, men i moderne tid har der ikke været beboelse i dalen, i modsætning til vigen og dalen af samme navn længst mod nord på Moskenesøya i Flakstad kommune; denne bebyggelse blev rømmet i 1931. Befolkningen i Refsvika længere mod syd på øen anvendte Stokkvikdalen til høslæt. Under 2. verdenskrig fandtes et illegalt brændstofsdepot i Stokkvika, hvorfra fundamentet fortsat findes.
I 1952 erhvervede Forsvarsdepartementet Stokkvika og Stokkvikadalen for at bruge det som skydeøvelsesterræn. Søndag 8. september 1963 afholdt Sjøforsvaret en skydeøvelse, hvor KNM Bergen og KNM Stavanger skulle affyre granater mod Stokkvikdalen. Ved en fejl i højdeindstillingen på en af kanonerne på KNM Bergen gik granaterne fra denne i for høj en bue og over fjeldene, så de slog ned i Å på øens modsatte side. Der var flere nedslag, men ingen mennesker kom til skade ved uheldet. Efter denne hændelse besluttede Sjøforsvaret at afholde sig fra i fremtiden at bruge Stokkvikdalen som øvelsesterræn.